# Clupeacharax anchoveoides
Clupeacharax anchoveoides är en fiskart som beskrevs av Pearson 1924. Clupeacharax anchoveoides ingår i släktet Clupeacharax och familjen Characidae. Inga underarter finns listade i Catalogue of Life.